# Futbol Club Barcelona 1978-1979
Questa voce raccoglie le informazioni riguardanti il Futbol Club Barcelona nelle competizioni ufficiali della stagione 1978-1979.

## Rosa
| N. |                        | Ruolo | Calciatore                      |
| -- | ---------------------- | ----- | ------------------------------- |
|    | Spagna (bandiera)      | P     | Pedro María Artola              |
|    | Spagna (bandiera)      | P     | Pere Valentí Mora               |
|    | Spagna (bandiera)      | D     | Antonio Olmo                    |
|    | Spagna (bandiera)      | D     | Migueli                         |
|    | Argentina (bandiera)   | D     | Rafael Zuviría                  |
|    | Spagna (bandiera)      | D     | Antonio de la Cruz              |
|    | Spagna (bandiera)      | D     | José Joaquín Albadalejo Gisbert |
|    | Spagna (bandiera)      | D     | Quique Costas                   |
|    | Spagna (bandiera)      | D     | José Antonio Ramos              |
|    | Spagna (bandiera)      | D     | Manolo                          |
|    | Spagna (bandiera)      | C     | Juan Manuel Asensi              |
|    | Paesi Bassi (bandiera) | C     | Johan Neeskens                  |

| N. |                    | Ruolo | Calciatore              |
| -- | ------------------ | ----- | ----------------------- |
|    | Spagna (bandiera)  | C     | Tente Sánchez           |
|    | Spagna (bandiera)  | C     | Francisco Martínez Díaz |
|    | Spagna (bandiera)  | C     | Félix Palomares Poveda  |
|    | Spagna (bandiera)  | C     | Isidre Tarrés Caubet    |
|    | Spagna (bandiera)  | C     | Joan Vilà Bosch         |
|    | Austria (bandiera) | A     | Hans Krankl             |
|    | Spagna (bandiera)  | A     | Carles Rexach           |
|    | Spagna (bandiera)  | A     | Francisco José Carrasco |
|    | Spagna (bandiera)  | A     | Juan Carlos Heredia     |
|    | Spagna (bandiera)  | A     | Esteban Vigo            |
|    | Brasile (bandiera) | A     | Bio                     |
|    | Spagna (bandiera)  | A     | Francisco Fortes Calvo  |

### Staff tecnico
- Allenatore:  Lucien Muller, poi dalla 28ª giornata  Joaquim Rifé